# Salagnac
Pour le Grand-Bourg de Salagnac situé dans la Creuse, voir Le Grand-Bourg.
Salagnac est une commune française située dans le département de la Dordogne, en région Nouvelle-Aquitaine.

## Géographie

### Généralités
Limitrophe du département de la Corrèze et située à l'extrême nord-est du département de la Dordogne, la commune de Salagnac est arrosée au sud par un ruisseau sans nom, principal affluent du Dalon et qui alimente l'étang de Born. La partie occidentale du territoire communal se trouve en forêt domaniale de Born.
Sur le plan géologique, le sol se compose principalement de roches métamorphiques paléozoïques, et au sud-est de grès et d'argile permiens.
Le bourg de Salagnac, à l'intersection des routes départementales (RD) 5 et 72E3, se situe, en distances orthodromiques, sept kilomètres au nord-est de Hautefort et dix kilomètres au sud-est de Lanouaille.
Le territoire communal est également desservi par les RD 5E3, 5E5 et 72E2.

### Communes limitrophes
Salagnac est limitrophe de quatre autres communes dont une dans le département de la Corrèze. Au sud-est, son territoire est distant d'environ 250 mètres de celui de la commune corrézienne de Segonzac.
|       | Saint-Mesmin |                   |
| Génis | Salagnac     | Juillac (Corrèze) |
|       | Sainte-Trie  |                   |

### Géologie et relief

#### Géologie
Situé sur la plaque nord du Bassin aquitain et bordé à son extrémité nord-est par une frange du Massif central, le département de la Dordogne présente une grande diversité géologique. Les terrains sont disposés en profondeur en strates régulières, témoins d'une sédimentation sur cette ancienne plate-forme marine. Le département peut ainsi être découpé sur le plan géologique en quatre gradins différenciés selon leur âge géologique. Salagnac est dans le gradin extrême nord-est que constitue le dernier contrefort du Massif central, avec des roches cristallines formées au Paléozoïque, antérieurement au Carbonifère.
Les couches affleurantes sur le territoire communal sont constituées de formations superficielles du Quaternaire datant du Cénozoïque et du Paléozoïque. La formation la plus ancienne, notée iρ1, se compose de porphyroïde roses à flammes de Génis : méta-ignimbrites dérivées de rhyolites ignimbritiques et potassiques (Cambrien-Ordovicien). La formation la plus récente, notée Fy3-z, fait partie des formations superficielles de type alluvions subactuelles à actuelles. Le descriptif de ces couches est détaillé dans  la feuille « no 760 - Juillac » de la carte géologique au 1/50 000 de la France métropolitaine, et sa notice associée.

Carte géologique de Salagnac.

#### Relief et paysages
Le département de la Dordogne se présente comme un vaste plateau incliné du nord-est (491 m, à la forêt de Vieillecour dans le Nontronnais, à Saint-Pierre-de-Frugie) au sud-ouest (2 m à Lamothe-Montravel). L'altitude du territoire communal varie quant à elle entre 176 mètres à l'extrême sud-ouest, là où un affluent du Dalon quitte la commune et sert de limite entre celles de Génis et Sainte-Trie, et 354 mètres à l'extrême nord-est, en forêt de Born, en limite des communes de Saint-Mesmin et Juillac.
Dans le cadre de la Convention européenne du paysage entrée en vigueur en France le 1er juillet 2006, renforcée par la loi du 8 août 2016 pour la reconquête de la biodiversité, de la nature et des paysages, un atlas des paysages de la Dordogne a été élaboré sous maîtrise d’ouvrage de l’État et publié en octobre 2020. Les paysages du département s'organisent en huit unités paysagères,. La commune fait partie du Périgord central, un paysage vallonné, aux horizons limités par de nombreux bois, plus ou moins denses, parsemés de prairies et de petits champs.
La superficie cadastrale de la commune publiée par l'Insee, qui sert de référence dans toutes les statistiques, est de 9,08 km2,. La superficie géographique, issue de la BD Topo, composante du Référentiel à grande échelle produit par l'IGN, est quant à elle de 9,34 km2.

### Hydrographie

#### Réseau hydrographique
La commune est située dans le bassin de la Dordogne au sein du Bassin Adour-Garonne. Elle est drainée par divers petits cours d'eau qui constituent un réseau hydrographique de 13,5 km de longueur totale,.
Le cours d'eau principal, affluent du Dalon et sous-affluent de l'Auvézère, n'a pas de nom. Il arrose le sud de la commune sur cinq kilomètres, dont un kilomètre et demi marque la limite territoriale en deux tronçons, face à Sainte-Trie. Il forme l'étang de Born, une retenue d'environ dix-sept hectares située en intégralité sur le territoire communal, même si la rive sud-est fait partie de la commune de Sainte-Trie.

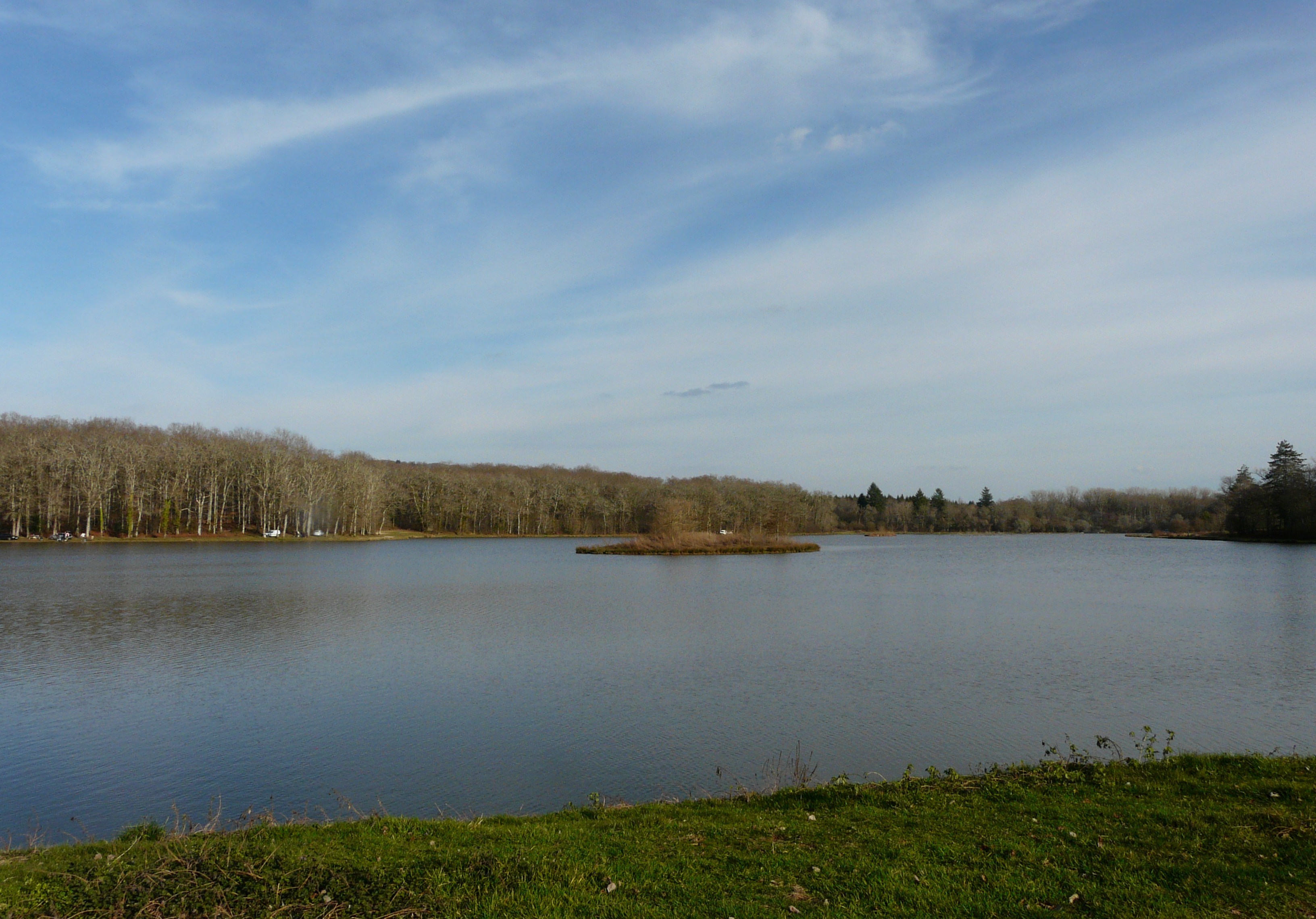
L'étang de Born.
Réseaux hydrographique et routier de Salagnac.

#### Gestion et qualité des eaux
Le territoire communal est couvert par le schéma d'aménagement et de gestion des eaux (SAGE) « Isle - Dronne ». Ce document de planification, dont le territoire regroupe les bassins versants de l'Isle et de la Dronne, d'une superficie de 7 500 km2, a été approuvé le 2 août 2021. La structure porteuse de l'élaboration et de la mise en œuvre est l'établissement public territorial de bassin de la Dordogne (EPIDOR). Il définit sur son territoire les objectifs généraux d’utilisation, de mise en valeur et de protection quantitative et qualitative des ressources en eau superficielle et souterraine, en respect des objectifs de qualité définis dans le troisième SDAGE  du Bassin Adour-Garonne qui couvre la période 2022-2027, approuvé le 10 mars 2022.
La qualité des eaux de baignade et des cours d’eau peut être consultée sur un site dédié géré par les agences de l’eau et l’Agence française pour la biodiversité.

### Climat
Pour des articles plus généraux, voir Climat de la Nouvelle-Aquitaine et Climat de la Dordogne.
Historiquement, la commune est exposée à un climat océanique aquitain.  
En 2020, Météo-France publie une typologie des climats de la France métropolitaine dans laquelle la commune est exposée à un climat océanique altéré et est dans la région climatique  Ouest et nord-ouest du Massif Central, caractérisée par une pluviométrie annuelle de 900 à 1 500 mm, maximale en automne et en hiver.
Pour la période 1971-2000, la température annuelle moyenne est de 11,8 °C, avec  une amplitude thermique annuelle de 14,7 °C. Le cumul annuel moyen de précipitations est de 1 057 mm, avec 12,9 jours de précipitations en janvier et 7,7 jours en juillet. Pour la période 1991-2020, la température moyenne annuelle observée sur la station météorologique la plus proche, située sur la commune de Thenon à 22 km à vol d'oiseau, est de 12,9 °C et le cumul annuel moyen de précipitations est de 907,1 mm,. Pour l'avenir, les paramètres climatiques de la commune estimés pour 2050 selon différents scénarios d’émission de gaz à effet de serre sont consultables sur un site dédié publié par Météo-France en novembre 2022.

## Urbanisme

### Typologie
Au 1er janvier 2024, Salagnac est catégorisée commune rurale à habitat dispersé, selon la nouvelle grille communale de densité à 7 niveaux définie par l'Insee en 2022.
Elle est située hors unité urbaine et hors attraction des villes,.

### Occupation des sols
L'occupation des sols de la commune, telle qu'elle ressort de la base de données européenne d’occupation biophysique des sols Corine Land Cover (CLC), est marquée par l'importance des territoires agricoles (47,9 % en 2018), en augmentation par rapport à 1990 (46,7 %). La répartition détaillée en 2018 est la suivante : 
forêts (40,4 %), prairies (31,8 %), zones agricoles hétérogènes (16,1 %), zones urbanisées (6,4 %), milieux à végétation arbustive et/ou herbacée (2,7 %), eaux continentales (2,7 %). L'évolution de l’occupation des sols de la commune et de ses infrastructures peut être observée sur les différentes représentations cartographiques du territoire : la carte de Cassini (XVIIIe siècle), la carte d'état-major (1820-1866) et les cartes ou photos aériennes de l'IGN pour la période actuelle (1950 à aujourd'hui).

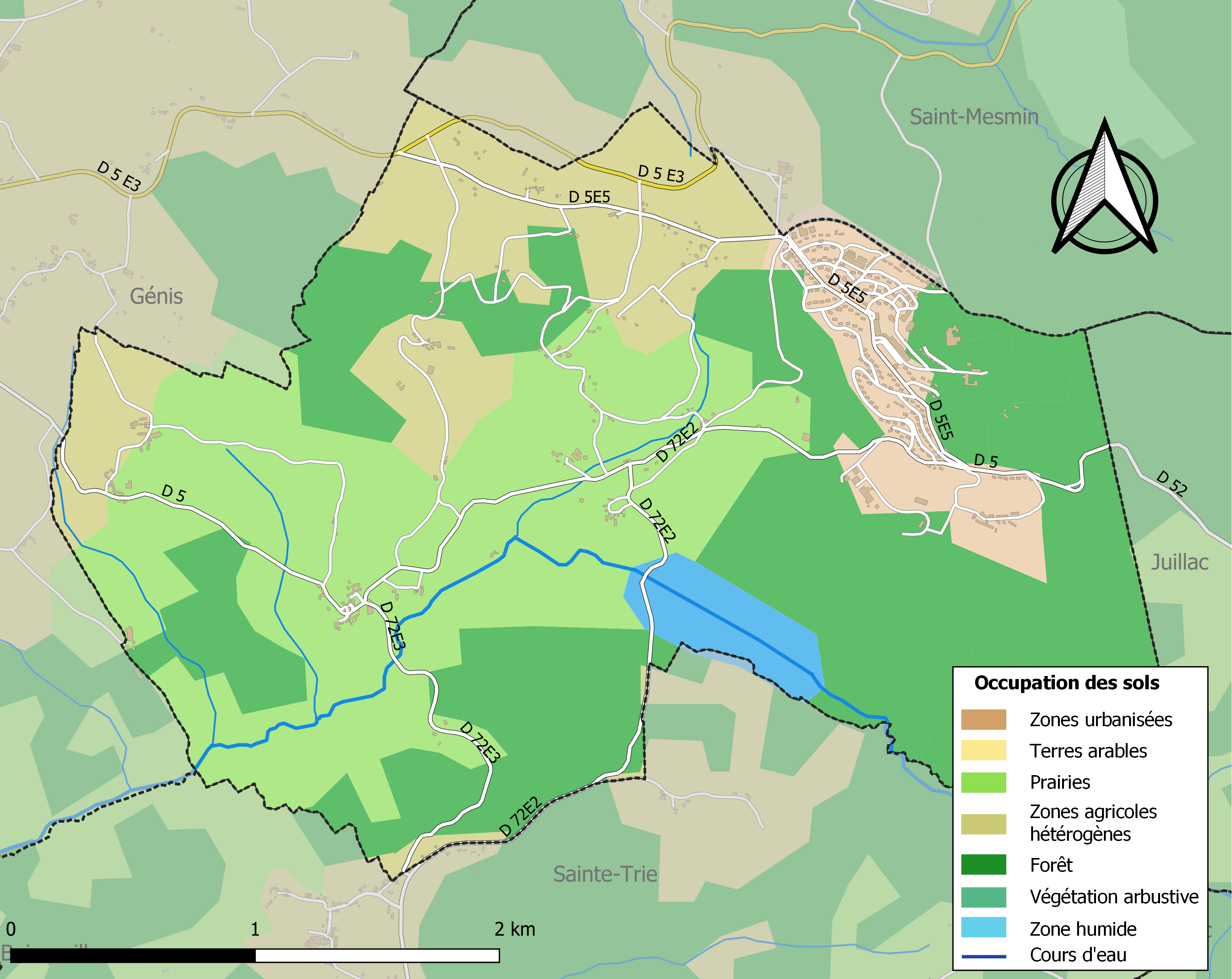
Carte des infrastructures et de l'occupation des sols de la commune en 2018 (CLC).

### Prévention des risques
Le territoire de la commune de Salagnac est vulnérable à différents aléas naturels : météorologiques (tempête, orage, neige, grand froid, canicule ou sécheresse), feux de forêts, mouvements de terrains et séisme (sismicité très faible). Il est également exposé à un risque particulier : le risque de radon. Un site publié par le BRGM permet d'évaluer simplement et rapidement les risques d'un bien localisé soit par son adresse soit par le numéro de sa parcelle.

#### Risques naturels
Salagnac est exposée au risque de feu de forêt. L’arrêté préfectoral du 14 mars 2013 fixe les conditions de pratique des incinérations et de brûlage dans un objectif de réduire le risque de départs d’incendie. À ce titre, des périodes sont déterminées : interdiction totale du 15 février au 15 mai et du 15 juin au 15 octobre, utilisation réglementée du 16 mai au 14 juin et du 16 octobre au 14 février. En septembre 2020, un plan inter-départemental de protection des forêts contre les incendies (PidPFCI) a été adopté pour la période 2019-2029,.

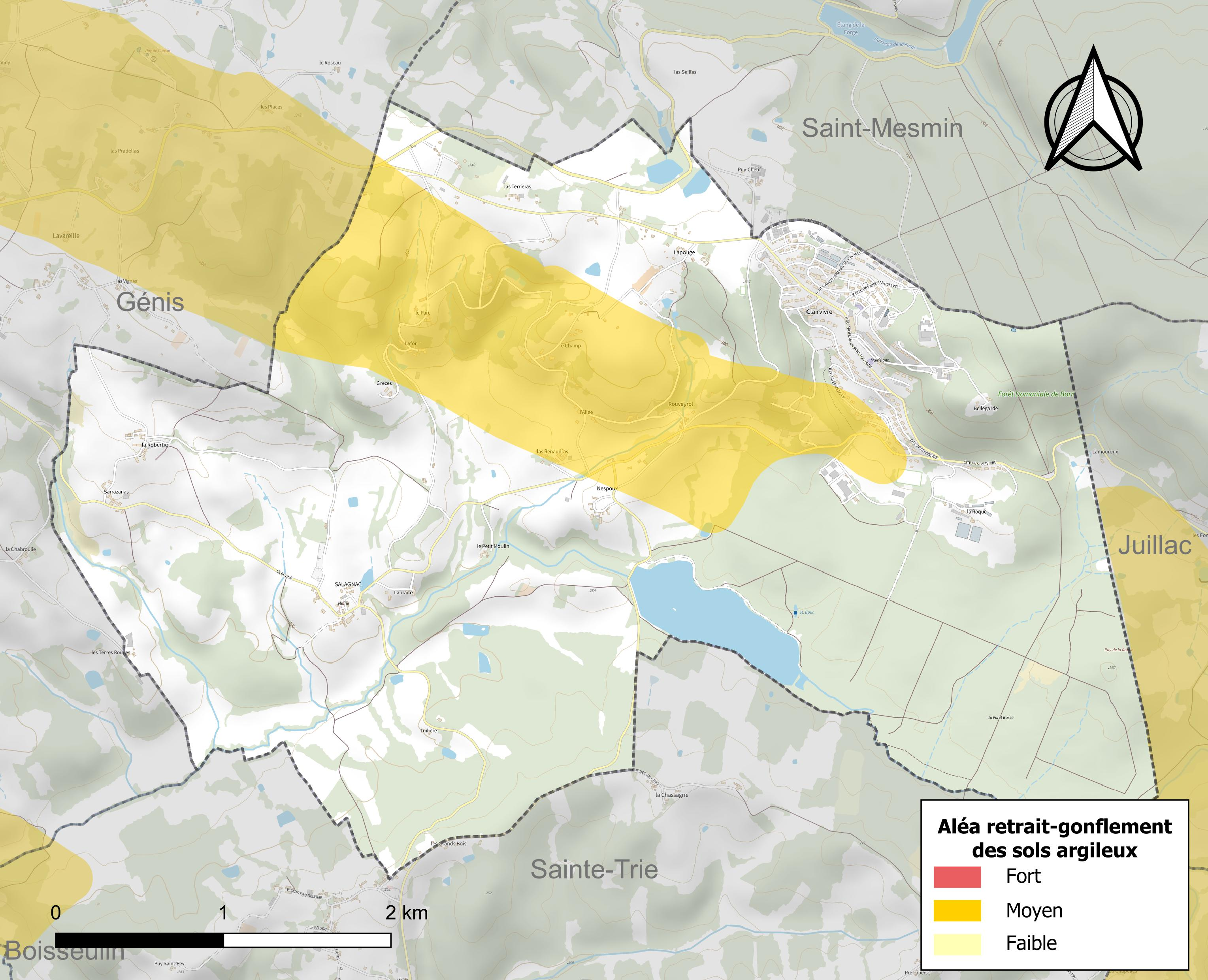
Carte des zones d'aléa retrait-gonflement des sols argileux de Salagnac.

Les mouvements de terrains susceptibles de se produire sur la commune sont des tassements différentiels. Le retrait-gonflement des sols argileux est susceptible d'engendrer des dommages importants aux bâtiments en cas d’alternance de périodes de sécheresse et de pluie. 18 % de la superficie communale est en aléa moyen ou fort (58,6 % au niveau départemental et 48,5 % au niveau national métropolitain). Depuis le 1er octobre 2020, en application de la loi ÉLAN, différentes contraintes s'imposent aux vendeurs, maîtres d'ouvrages ou constructeurs de biens situés dans une zone classée en aléa moyen ou fort,.
La commune a été reconnue en état de catastrophe naturelle au titre des dommages causés par les inondations et coulées de boue survenues en 1982 et 1999, par la sécheresse en 2011 et par des mouvements de terrain en 1999.

#### Risque particulier
Dans plusieurs parties du territoire national, le radon, accumulé dans certains logements ou autres locaux, peut constituer une source significative d’exposition de la population aux rayonnements ionisants. Selon la classification de 2018, la commune de Salagnac est classée en zone 3, à savoir zone à potentiel radon significatif.

## Toponymie
La première mention écrite connue du lieu date de l'an 1219 sous la forme « Salanac ».
Le nom de la commune correspond au nom d'un personnage gallo-roman Salanus auquel est ajouté le suffixe -acum indiquant le « domaine de Salanus ».
En occitan, la commune porte le nom de Salanhac.

## Histoire

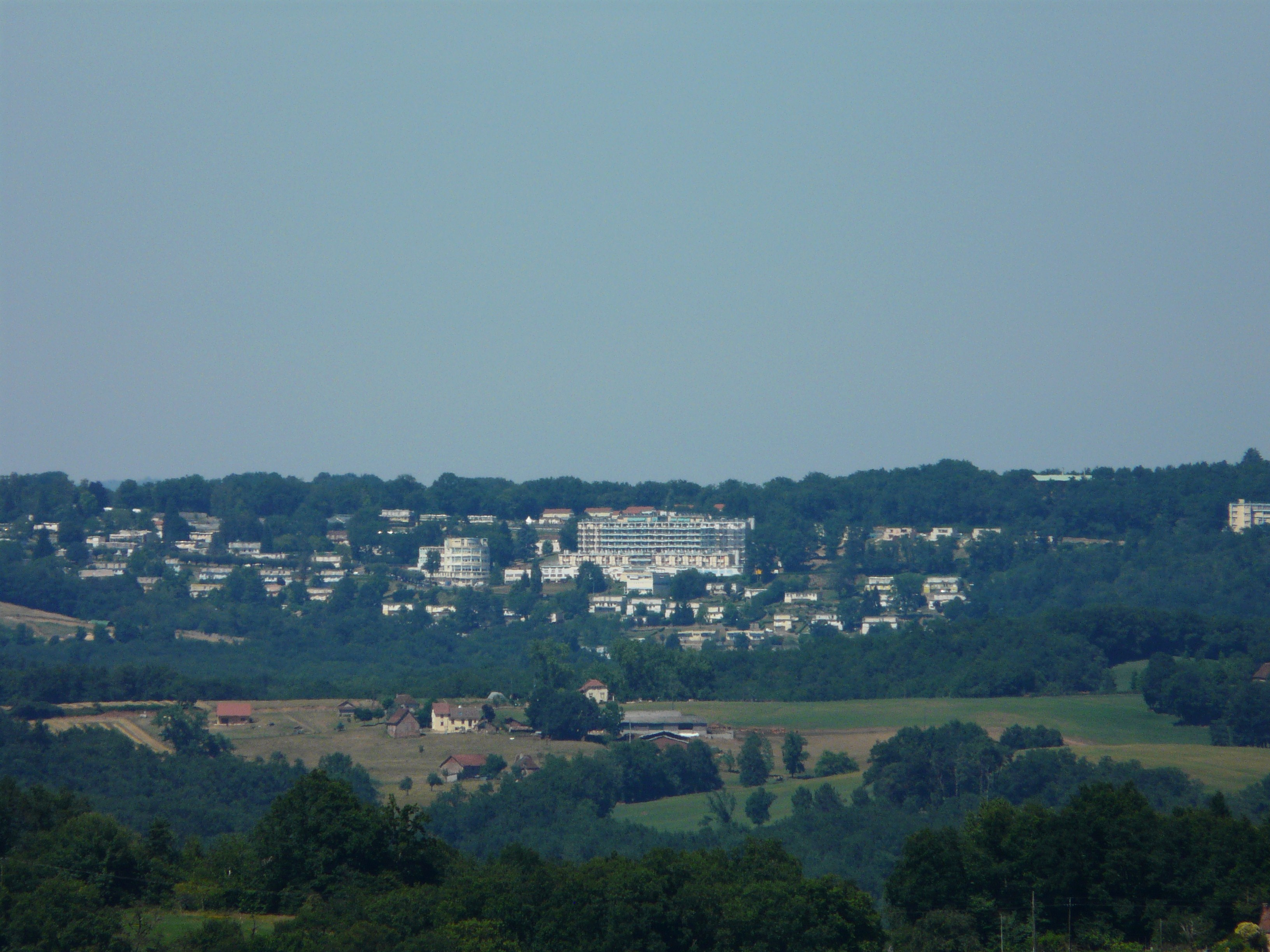
La cité de Clairvivre vue depuis le puy de Raffaillac.

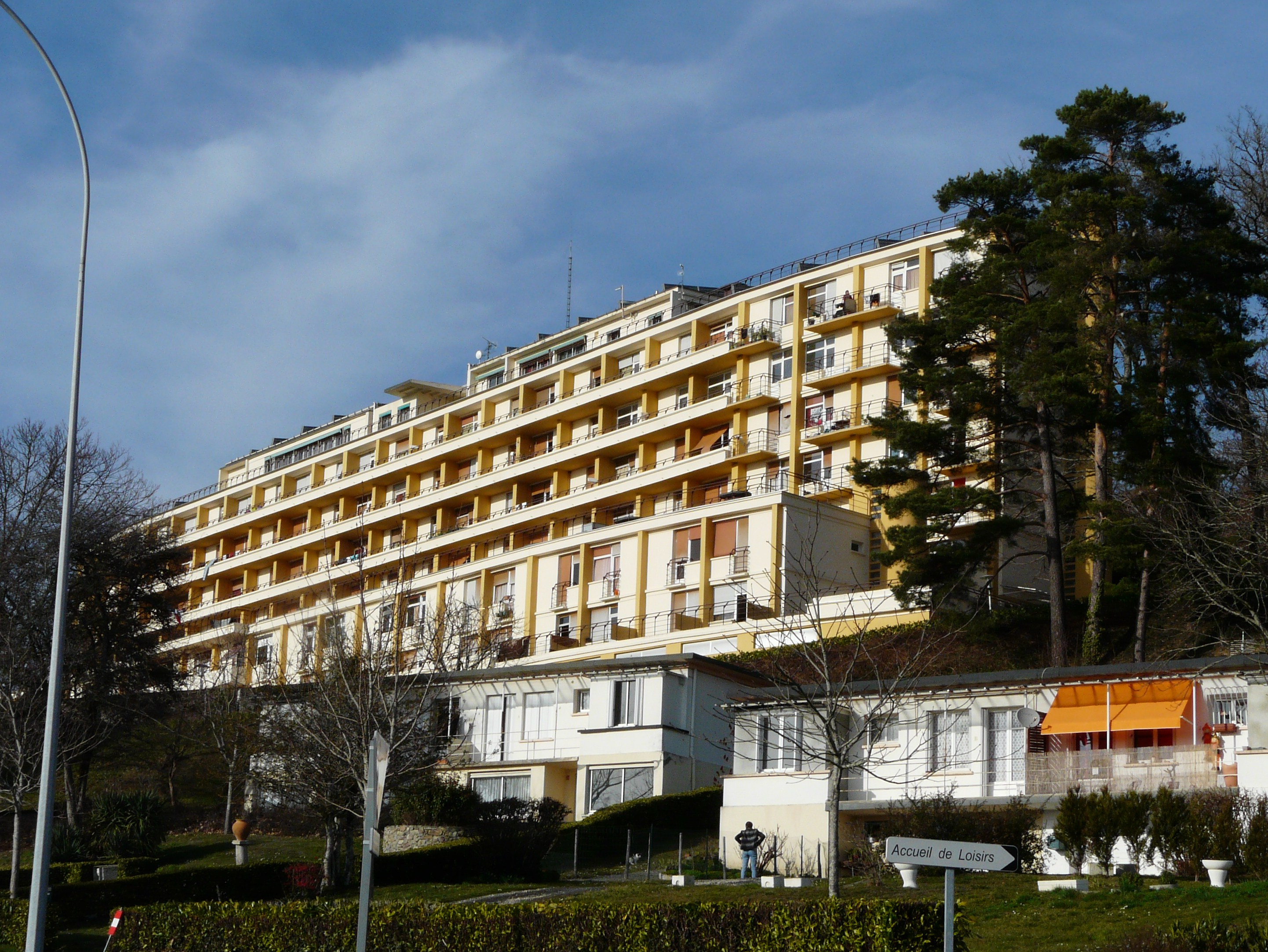
Le bâtiment principal de la cité de Clairvivre.

Le village de Salagnac a été donné à l'abbaye de Dalon au début du XIIIe siècle.
Lors de la création des départements français en 1790, la commune de Salagnac a d'abord brièvement fait partie de la Corrèze avant d'être rattachée en 1793 à la Dordogne, avec neuf autres communes.
Après la Première Guerre mondiale, vient la nécessité de lutter activement contre le grand mal de l'époque qu'est la tuberculose et aussi d'aider à la réinsertion socio-professionnelle des soldats gazés durant le conflit.
La Fédération nationale des blessés du poumon et chirurgicaux (FNBPC), à l'instigation de son secrétaire général Albert Delsuc, souhaite la création d'une cité sanitaire unique en son genre, devant correspondre aux critères de la cité-jardin, et permettant aux pensionnaires de mener une vie familiale et professionnelle tout en étant soignés. Une subvention de 60 millions de francs est votée à l'unanimité par le Parlement pour parfaire le projet.
La « cité Clairvivre » sort de terre entre 1931 et 1933, sur les plans de l'architecte Pierre Forestier.
C'est une petite ville totalement autonome, organisée de part et d'autre d'une avenue principale et possédant notamment : un bâtiment de 200 chambres (réservé à l'accueil des tuberculeux célibataires et des visiteurs), 175 pavillons (soit 340 logements destinés aux malades et à leur famille), un hôpital (avec dispensaire et service social), une centrale d'épuration, un système d'adduction d'eau, une centrale électrique, des commerces, des grands magasins, des écoles, une ferme et des cultures.
La gestion de la cité est confiée à la société « La maison des blessés du poumon » (SMBP) dont l'administrateur était Albert Delsuc lui-même.
Avec la disparition progressive des soldats gazés lors de la guerre de 1914-1918, la cité se transforme progressivement en un sanatorium classique.
À partir de 1937, elle accueille, tout en continuant à fonctionner, de nombreux réfugiés tels que des blessés de la Guerre d'Espagne.
Puis en 1939 et 1940, les hospices civils de Strasbourg investissent les lieux, accompagnés de réfugiés alsaciens et lorrains. Ceux-ci quittent Clairvivre au début de l'année 1945.
À partir de 1966, la SMBP crée un Centre d’aide par le travail (CAT) destiné à accueillir des personnes handicapées adultes. Celui-ci s'agrandit progressivement au détriment du sanatorium (qui ferme définitivement ses portes en avril 1980), pour accueillir des personnes handicapées physiques de toute nature.
À la suite d'importantes difficultés financières, la SMBP doit abandonner la gestion de Clairvivre à l'Établissement public départemental constitué le 1er avril 1980.

## Politique et administration

### Rattachements administratifs et électoraux
La commune de Salagnac a, dès 1790, fait partie du département de la Corrèze.
En 1793, elle est rattachée au canton de Génis qui dépend du district d'Excideuil dans le département de la Dordogne. En 1801, le canton de Génis est supprimé, de même que les districts, et la commune est rattachée au canton d'Excideuil dépendant de l'arrondissement de Périgueux.
Dans le cadre de la réforme de 2014 définie par le décret du 21 février 2014, ce canton disparaît aux élections départementales de mars 2015. La commune est alors rattachée au canton d'Isle-Loue-Auvézère.
En 2017, Salagnac est rattachée à l'arrondissement de Nontron,.

### Intercommunalité
En 2006, Salagnac rejoint la communauté de communes de Juillac-Loyre-Auvézère, intercommunalité du département de la Corrèze. Elle la quitte le 1er janvier 2013 pour rejoindre la communauté de communes Causses et Rivières en Périgord. Celle-ci est dissoute le 1er janvier 2017 et ses communes — hormis Savignac-les-Églises qui rejoint Le Grand Périgueux — sont rattachées à la communauté de communes du Pays de Lanouaille qui la même année prend le nom de communauté de communes Isle-Loue-Auvézère en Périgord.

### Administration municipale
La population de la commune étant comprise entre 500 et 1 499 habitants au recensement de 2017, quinze conseillers municipaux ont été élus en 2020,.

### Liste des maires

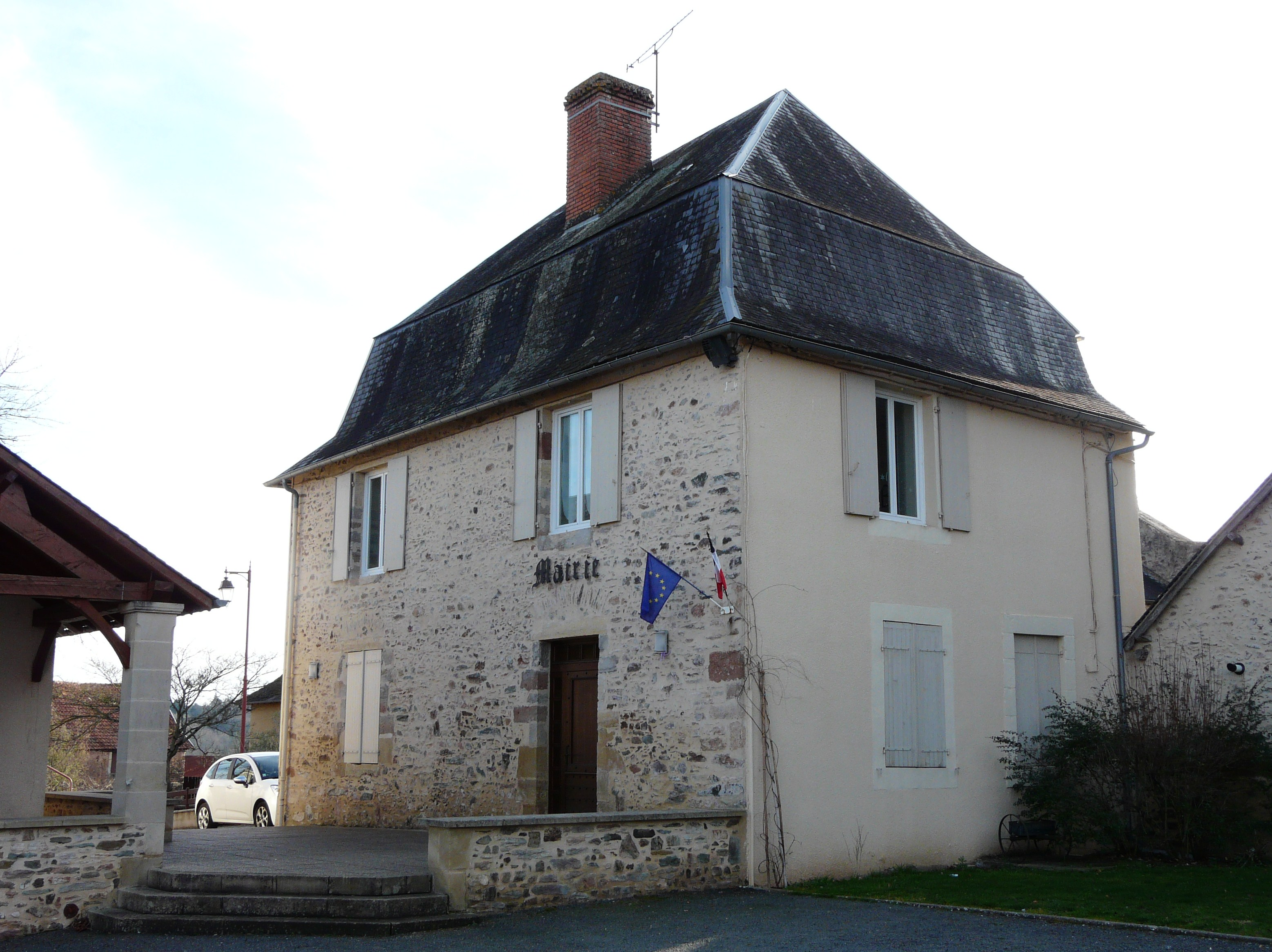
La mairie.

| Période                                  | Période   | Identité         | Étiquette | Qualité  |
| ---------------------------------------- | --------- | ---------------- | --------- | -------- |
| Les données manquantes sont à compléter. |           |                  |           |          |
|                                          |           |                  |           |          |
| ?                                        | mars 1977 | Robert Cornut    |           |          |
| mars 1977                                | mars 2001 | Gilbert Dupuy    |           |          |
| mars 2001                                | mai 2020  | Alain Maigret    | SE        | Retraité |
| mai 2020                                 | En cours  | Laurent Baronnet |           |          |

### Jumelages
- Campagne-sur-Aude (France) depuis 2018[52]

## Équipements et services publics

### Eau
En 2024, la commune dépend du Syndicat intercommunal d'alimentation en eau potable (SIAEP) du Nord Est Périgord.

### Justice
En 2023, dans le domaine judiciaire, Salagnac relève : 
- du tribunal judiciaire, du tribunal pour enfants, du conseil de prud'hommes et du tribunal de commerce de Périgueux ;
- du pôle Nationalité du tribunal judiciaire de Périgueux (compétent uniquement dans le domaine de la nationalité) ;
- de la cour d'appel, du tribunal administratif et de la  cour administrative d'appel de Bordeaux.

## Population et société

### Démographie
Les habitants de Salagnac se nomment les Salagnacois.
L'évolution du nombre d'habitants est connue à travers les recensements de la population effectués dans la commune depuis 1800. Pour les communes de moins de 10 000 habitants, une enquête de recensement portant sur toute la population est réalisée tous les cinq ans, les populations de référence des années intermédiaires étant quant à elles estimées par interpolation ou extrapolation. Pour la commune, le premier recensement exhaustif entrant dans le cadre du nouveau dispositif a été réalisé en 2004.

En 2022, la commune comptait 717 habitants, en évolution de −9,01 % par rapport à 2016 (Dordogne : +0,37 %, France hors Mayotte : +2,11 %).
| 1800 | 1806 | 1821 | 1831 | 1836 | 1841 | 1846 | 1851 | 1856 |
| ---- | ---- | ---- | ---- | ---- | ---- | ---- | ---- | ---- |
| 210  | 218  | 214  | 264  | 284  | 304  | 319  | 323  | 283  |

| 1861 | 1866 | 1872 | 1876 | 1881 | 1886 | 1891 | 1896 | 1901 |
| ---- | ---- | ---- | ---- | ---- | ---- | ---- | ---- | ---- |
| 322  | 329  | 327  | 310  | 300  | 326  | 359  | 330  | 317  |

| 1906 | 1911 | 1921 | 1926 | 1931 | 1936 | 1946  | 1954  | 1962 |
| ---- | ---- | ---- | ---- | ---- | ---- | ----- | ----- | ---- |
| 321  | 303  | 259  | 248  | 227  | 668  | 1 182 | 1 228 | 918  |

| 1968 | 1975  | 1982 | 1990 | 1999 | 2004 | 2006 | 2009 | 2014 |
| ---- | ----- | ---- | ---- | ---- | ---- | ---- | ---- | ---- |
| 826  | 1 122 | 833  | 812  | 785  | 919  | 929  | 873  | 808  |

| 2019 | 2022 | - | - | - | - | - | - | - |
| ---- | ---- | - | - | - | - | - | - | - |
| 729  | 717  | - | - | - | - | - | - | - |

## Économie

### Emploi
En 2015, parmi la population communale comprise entre 15 et 64 ans, les actifs représentent 474 personnes, soit 59,3 % de la population municipale. Le nombre de chômeurs (79) a presque triplé par rapport à 2010 (27) et le taux de chômage de cette population active s'établit à 16,7 %.

### Établissements
Au 31 décembre 2015, la commune compte vingt-six établissements, dont onze au niveau des commerces, transports ou services, onze relatifs au secteur administratif, à l'enseignement, à la santé ou à l'action sociale, deux dans l'agriculture, la sylviculture ou la pêche, un dans la construction, et un dans l'industrie.

### Entreprises
Dans le secteur du BTP, parmi les entreprises dont le siège social est en Dordogne, la société « LRB montage » (travaux de montage de structures métalliques), implantée à Salagnac, se classe en 34e positionquant au chiffre d'affaires hors taxes en 2015-2016, avec 3 476 k€.

## Culture locale et patrimoine

### Lieux et monuments
- L'église Saint-Martin[63] a d'abord appartenu à l'abbaye de Tourtoirac avant d'être cédée à l'abbaye de Dalon en 1219[64]. En 1463, elle est affranchie et dépend de l'évêché de Limoges[64]. L'église actuelle, édifiée en grès[64], a été reconstruite au XIXe siècle[40] ; elle comporte un clocher-mur à une seule baie campanaire, une nef unique et un chevet plat[64].
- La cité de Clairvivre est labellisée patrimoine architectural du XXe siècle depuis 2011[65].
- Le château de Born, ou château de Bellegarde, où serait né au XIIe siècle le troubadour Bertran de Born, existait encore au XVIIIe siècle mais il n'en restait plus rien en 1974[66].
- Le château de la Renaudie, ou de las Reynaudias, date du XVIIe siècle[67].

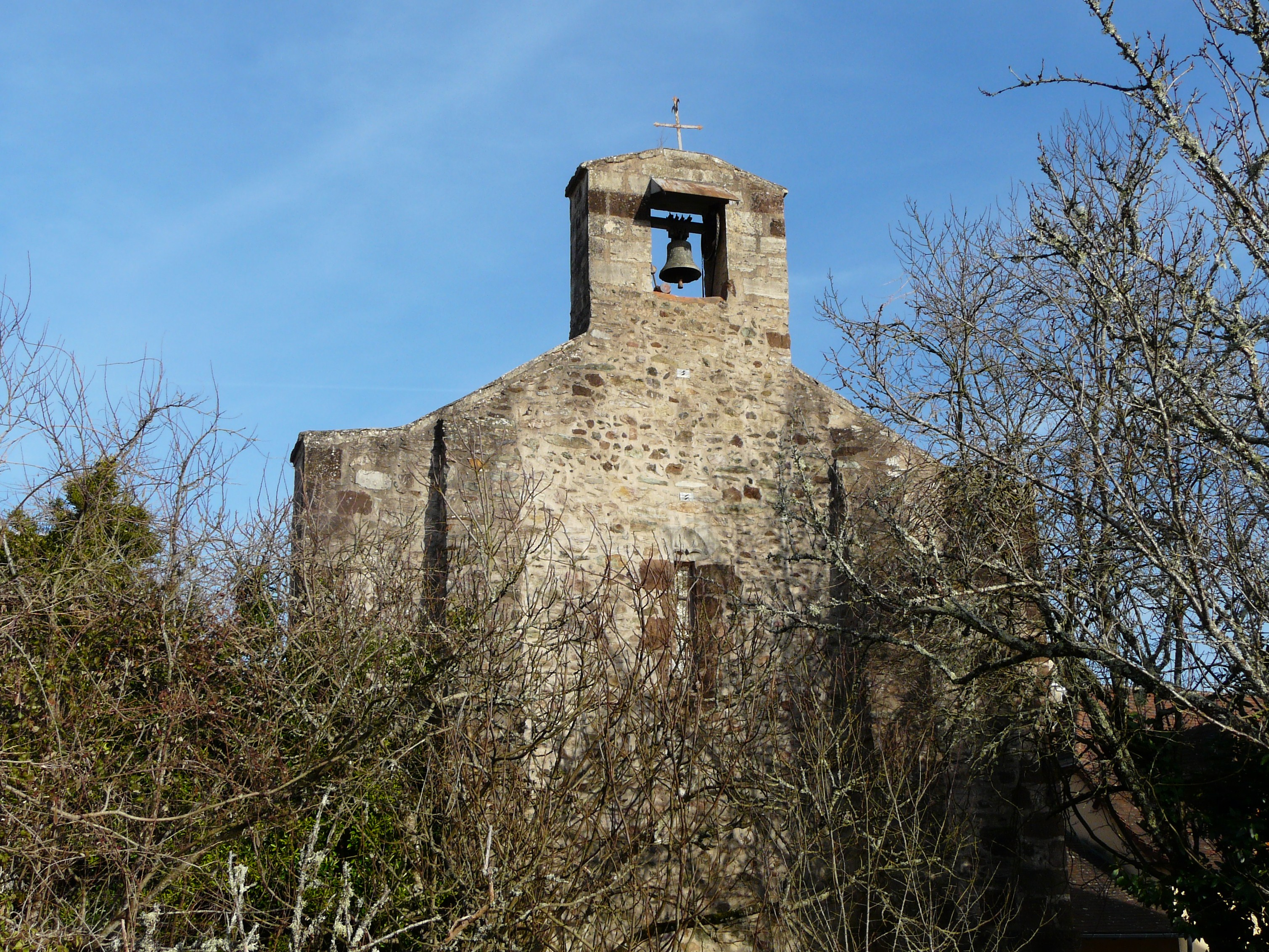
L'église Saint-Martin.
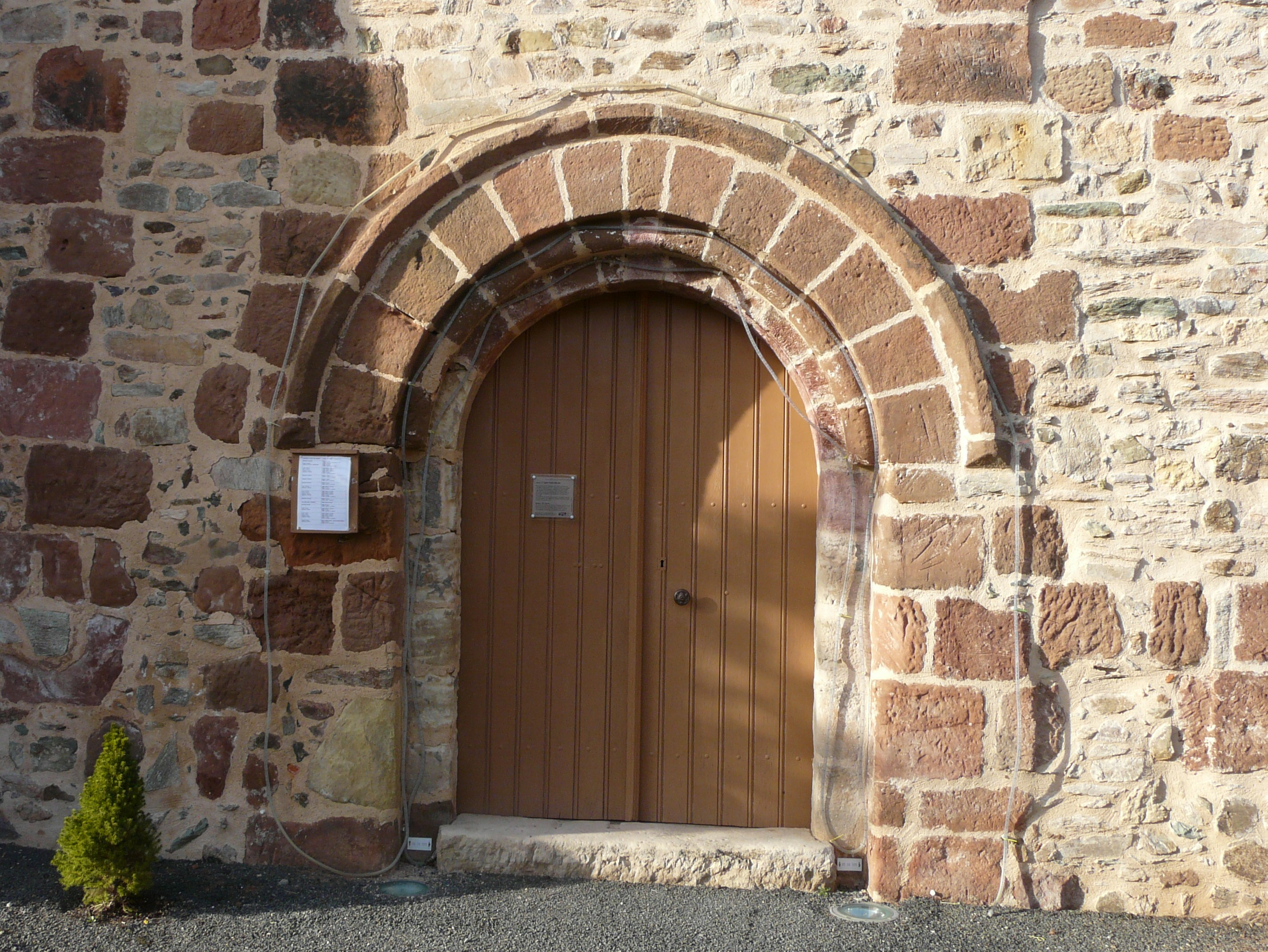
Son portail.
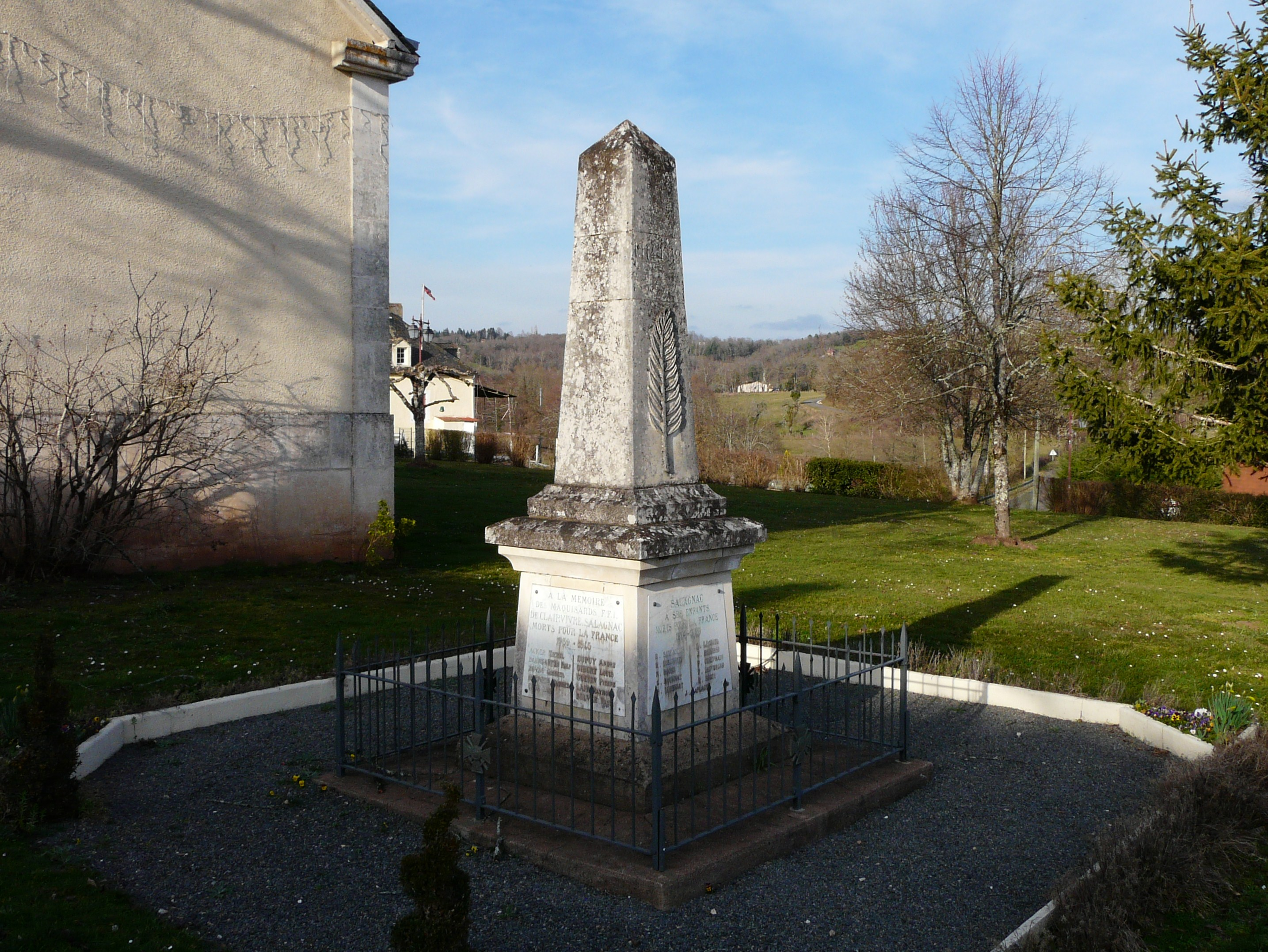
Le monument aux morts.
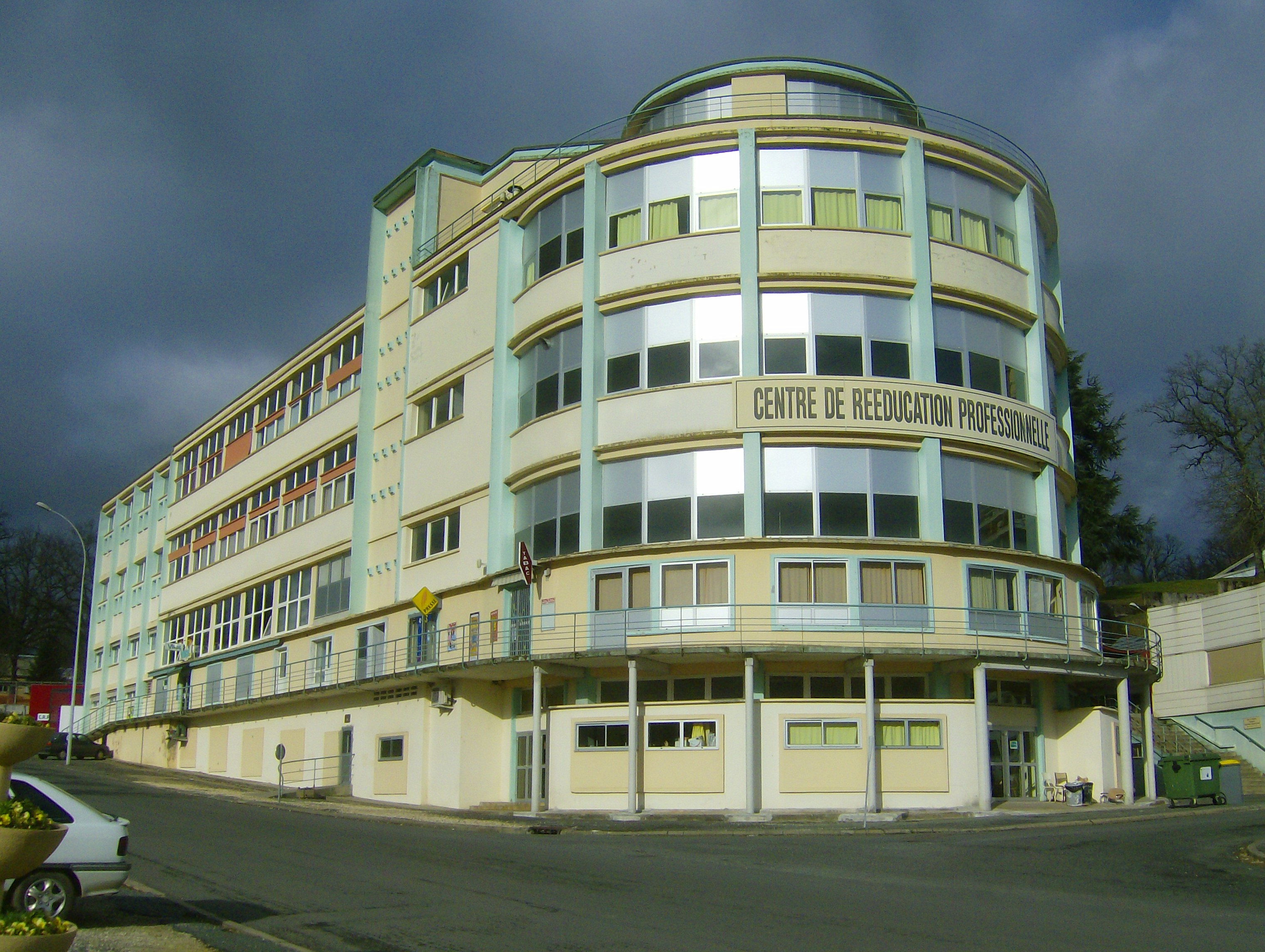
Le centre de rééducation professionnelle de Clairvivre.

### Patrimoine naturel

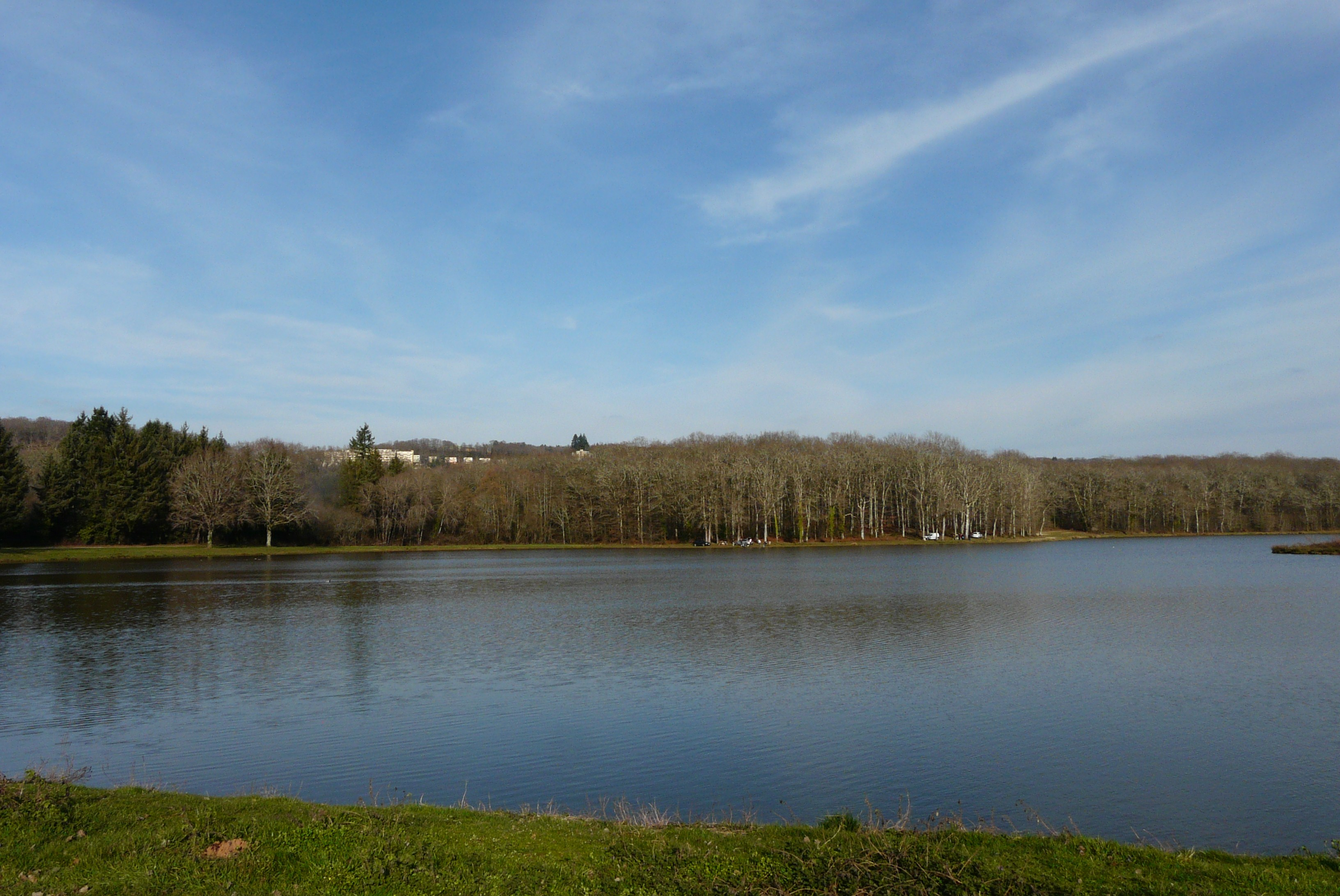
L'étang de Born en forêt domaniale de Born.

À l'est, la forêt domaniale de Born, une zone naturelle d'intérêt écologique, faunistique et floristique (ZNIEFF) de type 2 remarquable pour sa flore, se situe principalement sur les communes de Salagnac et de Saint-Mesmin,.

### Personnalités liées à la commune
- Le troubadour Bertran de Born (v. 1140 - v. 1215) serait né au château de Born à Salagnac.
- Marc Lucius (1888-1962), administrateur des Hospices civils de Strasbourg évacués à la cité-sanitaire de Clairvivre, puis de l'Hôpital des réfugiés de Dordogne.

### Héraldique
| Blason de Salagnac | Blason  | D'azur au cerf d'or issant d'une champagne ondée d'argent chargée d'une fasce ondée d'azur [alias : rivière] ; au chef cousu de gueules chargé d'un pal de vair. |
| Blason de Salagnac | Détails | Le statut officiel du blason reste à déterminer. |

## Pour approfondir